# Inés Remersaro
Inés Remersaro (ur. 2 grudnia 1992 w Montevideo) – urugwajska pływaczka, uczestniczka igrzysk olimpijskich w Londynie i Rio de Janeiro, uczestniczka igrzysk panamerykańskich.

## Igrzyska olimpijskie
Wzięła udział w wyścigu pływackim na igrzyskach olimpijskich w 2012 roku. Na dystansie 100 metrów stylem grzbietowym uzyskała czas 1:08,03, które uplasowało ją na 43. miejscu w końcowej klasyfikacji. Cztery lata później, na tym samym dystansie, uzyskała czas 57,85, zajmując 34. miejsce.